# Liste der längsten Segelyachten
Diese Liste zeigt alle noch in Dienst stehenden Segelyachten mit einer Länge ab 60 m.
Die Segelyachten sind nach Länge über alles (Lüa) sortiert.
(Stand Februar 2024)
| Platz | Name              | Länge über alles (in m) | Baujahr | Werft                     | Besitzer                     | Foto                |
| ----- | ----------------- | ----------------------- | ------- | ------------------------- | ---------------------------- | ------------------- |
| 1     | SY A              | 142,81 m                | 2017    | Nobiskrug                 | Andrei Melnitschenko         |                     |
| 2     | Koru              | 125,00 m                | 2023    | Oceanco                   | Jeff Bezos                   |                     |
| 3     | Black Pearl       | 106,70 m                | 2018    | Oceanco                   | Oleg Burlakov (†)            |                     |
| 4     | Eos               | 92,92 m                 | 2006    | Lürssen                   | Barry Diller                 |                     |
| 5     | Athena            | 90,00 m                 | 2004    | Royal Huisman             | James H Clark                |                     |
| 6     | Maltese Falcon    | 88,00 m                 | 2006    | Perini Navi               | Elena Ambrosiadou            |                     |
| 7     | Aquijo            | 85,90 m                 | 2016    | Oceanco                   | Jürgen Großmann              |                     |
| 8     | Sea Eagle         | 81,00 m                 | 2020    | Royal Huisman             | Samuel Yin                   |                     |
| 9     | M5                | 78,00 m                 | 2004    | Vosper Thornycroft        | Rodney Lewis                 |                     |
| 10    | Badis 1           | 70,00 m                 | 2016    | Perini Navi               | Mohammed VI.                 |                     |
| 11    | Atlantic          | 69,24 m                 | 2010    | Graafship                 | Ed Kastelein                 | (Foto des Vorbilds) |
| 12    | Vertigo           | 67,20 m                 | 2011    | Alloy Yachts              | Lachlan Murdoch              |                     |
| 13    | Hetairos          | 66,70 m                 | 2011    | Baltic Yachts             | Otto Happel                  |                     |
| 14    | Anatta            | 66,00 m                 | 2011    | Vitters                   | Sergey Adoniev               |                     |
| 15    | Creole            | 65,30 m                 | 1927    | Camper & Nicholsons       | Alessandra und Allegra Gucci |                     |
| 16    | Lamima            | 65,20 m                 | 2014    | Pak Haji Baso             | Dominique Gerardin           |                     |
| 17    | Red Sky           | 65,00 m                 | 2013    | Dream Ship Victory        | Unbekannt                    |                     |
| 18    | Adix              | 64,86 m                 | 1984    | Astilleros de Mallorca    | Jaime Botin                  |                     |
| 19    | Spirit of the C’s | 64,00 m                 | 2003    | Perini Navi               | Unbekannt                    |                     |
| 20    | Athos             | 63,25 m                 | 2010    | Holland Jachtbouw         | Geert Pepping                |                     |
| 21    | Baboon            | 62,00 m                 | 1990    | FEAB                      | Unbekannt                    |                     |
| 22    | Zinat Al Bihaar   | 61,00 m                 | 1988    | Oman Royal Yacht Squadron | Haitham ibn Tariq            |                     |
| 23    | Seahawk           | 60,00 m                 | 2013    | Perini Navi               | Adam L Alpert                |                     |
| 23    | Perseus^3         | 60,00 m                 | 2015    | Perini Navi               | Unbekannt                    |                     |
| 23    | Seven             | 60,00 m                 | 2017    | Perini Navi               | Ennio Doris (†)              |                     |